# José Francisco Calí Tzay
José Francisco Calí Tzay (nacido el 27 de septiembre de 1961) es un abogado y diplomático guatemalteco. Asumió el cargo de Relator especial de las Naciones Unidas sobre los Derechos de los Pueblos Indígenas a partir de 2021, luego del mandato de la anterior Relatora, Victoria Tauli-Corpuz, en 2020. Como relator especial de la ONU, tiene la tarea de investigar presuntas violaciones de los derechos de los pueblos indígenas y promover la implementación de las normas internacionales relativas a los derechos de los pueblos indígenas. En este cargo, él y David R. Boyd instaron a Suecia a principios de 2022 a no otorgar una licencia a la empresa británica Beowulf Mining para la mina de mineral de hierro Kallak en la región de Gallok, hogar del pueblo indígena sami, diciendo que la mina a cielo abierto pondría en peligro el ecosistema protegido y la migración de renos.